# Idioma nepalí
El nepalí o nepalés  (en nepalí: नेपाली, romanizado: Nępālī; AFI: [ˈnepali]) es el idioma oficial de Nepal, país en el que es la lengua materna de un 44,86 % de la población y la segunda lengua de un 46,2 % de la misma, obrando como lengua franca en el país. También es hablado también en algunas zonas del norte de la India, teniendo el estatus de oficial en el estado de Sikkim. También es hablado por una cuarta parte de la población de Bután. Esta lengua pertenece a la rama indo-irania de la familia indoeuropea. Así como muchos de los idiomas del sur de Europa (como el italiano, el español, el francés, el portugués, etc.) se desarrollaron a partir del latín y este del indoeuropeo, de la misma manera, muchos de los idiomas de Asia meridional (entre ellos el nepalí) se desarrollaron a partir del sánscrito, el cual también proviene del indoeuropeo. 
Su vocabulario proviene en su mayor parte del sánscrito, aunque tiene algunos préstamos lingüísticos del árabe y del persa (adquiridos por influencia del hindi y del urdu). Recientemente tabién han aumentado los préstamos del inglés.
El nepalí se escribe con el alfabeto devanagari; por ejemplo: नेपाल राज्य (romanización: nēpāla rājya) significa «estado de Nepal».
Su tipología es sujeto objeto verbo.

## Etimología

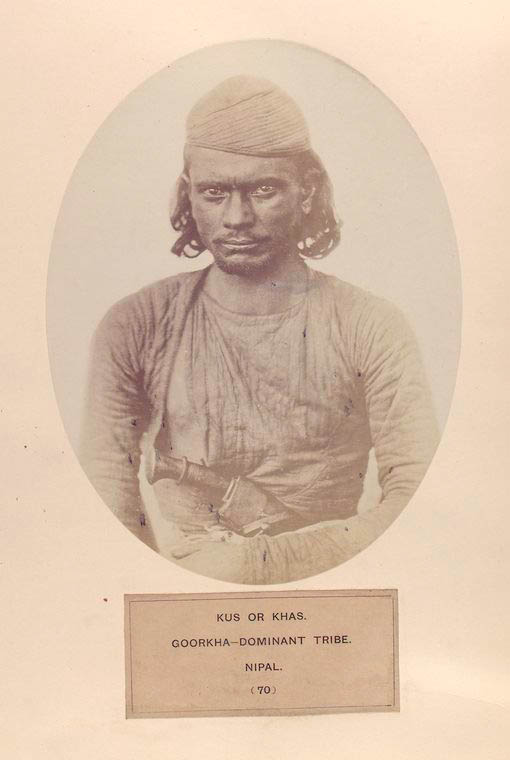
La tribu Khas es la creadora del idioma nepalí moderno.

El nombre inicial del idioma nepalí era Khas Kura. Un dialecto arcaico del idioma se habla en Karnali. Durante la dinastía Shah, el idioma también se conocía como Gorakhā bhāṣā (en nepalí: गोरखा भाषा), que significa  lenguaje de los Gorkhas. Gorkha Bhasa Prakashini Samiti (Comité de publicación del idioma de Gorkha), una institución gubernamental establecida en 1913 (B.S. 1970) para el avance de Gorkha Bhasa, se renombró a sí misma como Nepali Bhasa Prakashini Samiti (Comité de publicación del idioma nepalí) en 1933 (B.S. 1990), y actualmente es conocido como Sajha Prakashan. El lenguaje también se llama Parvate Kurā (en nepalí: पर्वते कुरा), que literalmente significa habla de las colinas. El nombre Pāṣyā Bolī (en nepalí: पाष्या बोली) también fue utilizado brevemente durante el régimen de Jung Bahadur Rana. Las nacionalidades tibetanas se refieren al idioma como Khasa Bhāṣā. El idioma nepalí se conoce como Khae Bhāe (Nepal Bhasa: 𑐏𑐫𑑂 𑐨𑐵𑐫𑑂, खय् भाय्) en la comunidad Newar, Jyārdī Gyoī (Tamang: ज्यार्दी ग्योई) o Jyārtī Gyot (Tamang: ज्यार्ती ग्योत्) en la comunidad Tamang, Khasanta (Chepang: खस्‌अन्‍त) en la comunidad Chepang, Roṅakeka (Lhowa: रोङकेक) en la comunidad de Lhowa y Khase Puka (Dungmali: खसे पुक) en la comunidad de Dungmali. En Bután, el idioma se conoce como Lhotshamkha en Dzongkha.

## Historia

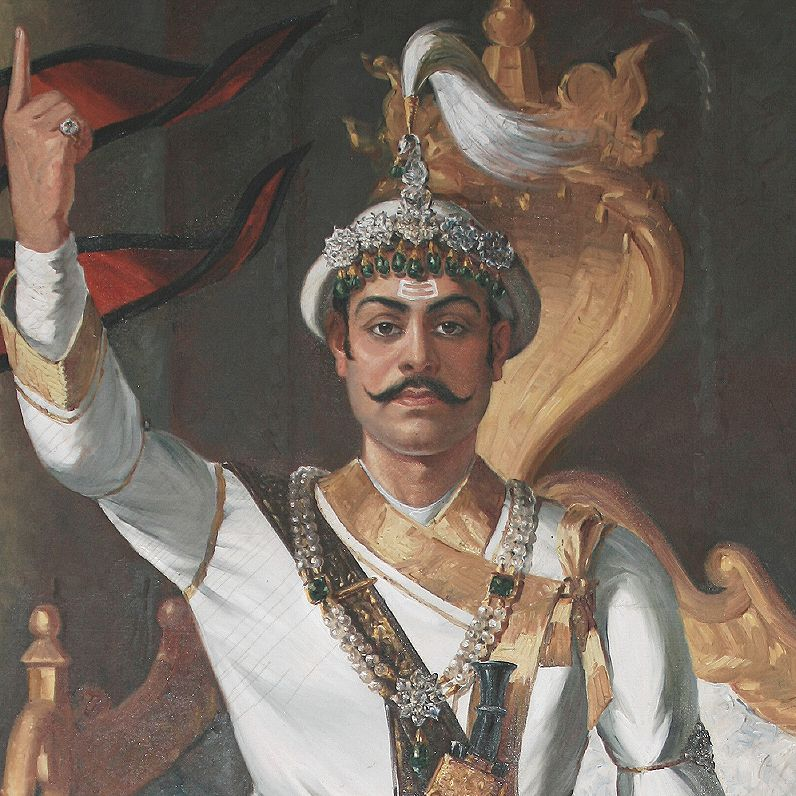
Prithvi Narayan Shah fue el rey de Nepal y se le atribuye la unificación del Nepal moderno mediante la expansión militar en el Himalaya, él también lo hizo nepalización a los nativos incluyendo su idioma.

Las primeras formas del nepalí actual se desarrollaron a partir de las lenguas vernáculas apabhraṃśa del indoario medio del actual Nepal occidental en los siglos X al XIV, durante la época del Reino de Khasa. El idioma evolucionó a partir del sánscrito, el prácrito y el apabhraṃśa. Tras la decadencia del Reino de Khasa, se dividió en Baise Rajya (22 principados) en la región de Karnali-Bheri y Chaubise rajya (24 principados) en la región de Gandaki. Se cree que la variante actualmente popular del nepalí se originó hace unos 500 años con la migración masiva de una rama del pueblo Khas desde Karnali-Bheri-Seti hacia el este para establecerse en los valles inferiores de Karnali y la cuenca de Gandaki. dieciséis] Durante la época de la dinastía Sena, que gobernó una vasta zona en Terai y las colinas centrales de Nepal, el idioma nepalí quedó influenciado por las lenguas indias, incluidas el awadhi, el bhojpuri, el braj bhasha y el maithili. Los hablantes de nepalí y los senas tenían una estrecha conexión; posteriormente, el idioma se convirtió en la lengua franca de la zona. Como resultado, la gramática se simplificó, el vocabulario se amplió y su fonología se suavizó; después de sincretizarse, el nepalí perdió gran parte del complejo sistema declinal presente en las lenguas más antiguas. En el valle de Katmandú (entonces conocido como Nepal Mandala), se pueden ver inscripciones en idioma nepalí durante los reinados de Lakshmi Narasimha Malla y Pratap Malla, lo que indica el aumento significativo de hablantes de nepalí en el valle de Katmandú.

## Fonología

### Vocales
|             | Anterior | Central | Posterior |
| ----------- | -------- | ------- | --------- |
| Cerrada     | i ĩ      |         | u ũ       |
| semicerrada | e ẽ      |         | o         |
| Semiabierta |          |         | ʌ ʌ̃       |
| Abierta     |          | a ã     |           |

### Diptongos
Pokharel (1989, pp. 37–38) reconoció diez diptongos:
| Diptongos | Ejemplo  | Glosa           | Ortografía |
| --------- | -------- | --------------- | ---------- |
| /ui/      | /dui/    | 'dos'           | दुई         |
| /iu/      | /dziu/   | 'cuerpo'        | जीउ         |
| /ei/      | /sʌnei/  | 'trompeta'      | सनै         |
| /eu/      | /euʈa/   | 'uno'           | एउटा        |
| /oi/      | /sriman/ | 'marido'        | श्रीमान       |
| /ou/      | /dʱou/   | '¡lava!'        | धोऊ!        |
| /ʌi/      | /kʌile/  | 'cuando'        | कैले         |
| /ʌu/      | /dzʌu/   | 'cebada'        | जौ          |
| /ai/      | /bʱai/   | 'hermano menor' | भाइ         |
| /au/      | /au/     | '¡ven!'         | आऊ!        |

### Consonantes
|             | Bilabial | Bilabial | Dental | Dental | Alveolar | Alveolar | Retrofleja | Retrofleja | Palatal | Palatal | Velar | Velar | Glotal | Glotal |
| ----------- | -------- | -------- | ------ | ------ | -------- | -------- | ---------- | ---------- | ------- | ------- | ----- | ----- | ------ | ------ |
| Nasal       | m        | m        |        |        | n        | n        |            |            |         |         | ŋ     | ŋ     |        |        |
| Oclusiva    | p pʰ     | b bʱ     | t tʰ   | d dʱ   | ts tsʰ   | dz dzʱ   | ʈ ʈʰ       | ɖ ɖʱ       |         |         | k kʰ  | ɡ ɡʱ  |        |        |
| Fricativa   |          |          |        |        | s        | s        |            |            |         |         |       |       | ɦ      | ɦ      |
| Vibrante    |          |          |        |        | r        | r        |            |            |         |         |       |       |        |        |
| Aproximante | (w)      | (w)      |        |        | l        | l        |            |            | (j)     | (j)     |       |       |        |        |

## Muestra de texto
A continuación se presenta una muestra de texto del Artículo 1.º de la Declaración Universal de los Derechos Humanos.
En nepalí

सबै मनुष्यहरू लाई गौरव बढी अधिकारहरूको मामलामा जन्मजात स्वतन्त्रता र समानता प्राप्त छ । उनलाई बुद्धि र अंतरात्माको देन प्राप्त छ र परस्पर उनलाई भाईचारेको भावले बर्ताव गर्नु पर्छ ।

Transliteración

Sabai manuṣyaharū lā'ī gaurava baḍhī adhikāraharūkō māmalāmā janmajāta svatantratā ra samānatā prāpta cha. Unalā'ī bud'dhi ra antarātmākō dēna prāpta cha ra paraspara unalā'ī bhā'īcārēkō bhāvalē bartāva garnu parcha.

En español

Todos los seres humanos nacen libres e iguales en dignidad y derechos y, dotados como están de razón y conciencia, deben comportarse fraternalmente los unos con los otros.

### Para más información
- पोखरेल, मा. प्र. (2000), ध्वनिविज्ञान र नेपाली भाषाको ध्वनि परिचय, नेपाल राजकीय प्रज्ञा प्रतिष्ठान, काठमाडौँ। (en nepalés)
- Schmidt, R. L. (1993). A Practical Dictionary of Modern Nepali.
- Turner, R. L. (1931). A Comparative and Etymological Dictionary of the Nepali Language.
- Clements, G. N. y Khatiwada, R. (2007). «Phonetic realization of contrastively aspirated affricates in Nepali». Proceedings of ICPhS XVI (Saarbrücken, 6–10 de agosto de 2007), 629-632.
- Hutt, M. y Subedi, A. (2003). Teach Yourself Nepali.
- Khatiwada, Rajesh (2009). «Nepali». Journal of the International Phonetic Association 39 (3): 373-380. doi:10.1017/S0025100309990181.
- Manders, C. J. (2007). A Foundation in Nepali Grammar. (en inglés)